# Мосводоканал
Акционерное общество «Мосводоканал» — самая крупная в России водная компания, обеспечивающая водоснабжение и водоотведение в Московском регионе. Мосводоканал производит питьевую воду, принимает и очищает сточные воды, используя инфраструктуру, состоящую из десятков насосных станций, очистных сооружений и инженерных систем для подачи и распределения воды, а также осуществляет утилизацию снежной массы. «Мосводоканал» также осуществляет генерацию электроэнергии, в его ведении находится 9 гидроэлектростанций установленной мощностью 18 МВт, и поставку электроэнергии конечным потребителям.

## История
История Мосводоканала начинается с 28 июня 1779 года, когда Екатерина II подписала указ о строительстве Мытищинского водопровода. Его открытие состоялось 28 октября 1804 года, после 25-летнего строительства.
Первая городская система канализации была запущена в Москве в 1898 году. В её состав входили 262 км городской канализационной сети, Главная насосная станция, Люблинские поля орошения и загородный Люблинский канал.
С конца 2012 года Мосводоканал не является ГУПом — теперь это ОАО, 100 % акций которого принадлежат государству.
В 2015 году Мосводоканал приобрёл у австрийской компании EVN AG завод по производству гипохлорита натрия за 250 млн. евро, который она построила в России.

## Деятельность
Основными видами деятельности Мосводоканала являются:
- водозабор, очистка и распределение воды в сети;
- сбор, транспортировка и очистка городских сточных вод;
- эксплуатация систем водоснабжения и канализации городских и других поселений;
- прием и утилизация снежной массы[7].

В 2011 году Росприроднадзор подал иск на Мосводоканал за негативное воздействие на окружающую среду, в 2015 году иск был удовлетворен с решением взыскать с компании 109 млн рублей. В том же году Мосводоканал реконструировал 271 объект собственности, чтобы повысить качество питьевой воды, уменьшить водопотери, модернизировать инженерное оборудование. Были отремонтированы и восстановлены 12 водозаборных узлов.
12 сентября 2016 года Мосводоканал стал победителем в конкурсе «Лучший работодатель Москвы-2016» в номинации «За создание необходимых условий работникам, воспитывающим детей, для совмещения профессиональных и семейных обязанностей». В 2011 году Мосводоканал также побеждал в этом конкурсе.

### Руководство
- Храменков Станислав Владимирович (1987—2012);
- Пономаренко, Александр Михайлович (2012 — настоящее время)[11].

## Система водоснабжения
Комплекс системы московского водоснабжения базируется на двух водоисточниках — Москве-реке и Волге с притоками, зарегулированных системой водохранилищ и гидротехнических сооружений. Источники водоснабжения располагаются в Московской, Тверской и Смоленской областях. Вода в столичные дома попадает из Москворецко-Вазузской и Волжской водных систем.
Московская система водопровода состоит из:
- 9 гидротехнических узлов;
- 4 станций водоподготовки (Рублёвская, Восточная, Северная, Западная);
- системы подачи и распределения воды, которая включает городские насосные станции и городские регулирующие узлы[14].

На всех станциях очистка воды осуществляется на основе двухступенчатой схемы очистки с коагулированием, осветлением в отстойниках и на песчаных фильтрах и обеззараживанием хлорсодержащими реагентами. Если необходимо, производится дополнительная обработка воды озоном и активированным углем.
С 2012 года Мосводоканалом стала применяться система обеззараживания воды с помощью гипохлорита натрия, завод по производству которого появился весной 2015 года в Некрасовке. Гипохлорит натрия малотоксичен и не взрывоопасен, что делает его более безопасным в сравнении с ранее использовавшимся жидким хлором.
Очистка питьевой воды, которая поступает в городские квартиры готовой к употреблению, осуществляется такими способами, как озоносорбция и мембранное фильтрование. Метод озоносорбции заключается в очистке воды озоном и сорбентом. В качестве сорбента используется порошкообразный или гранулированный уголь. Озон окисляет загрязнители, находящиеся в воде, а сорбент поглощает все вредные вещества. Также метод озоносорбции позволяет бороться с неприятным запахом, которым может обладать речная вода.
В 2014 году к московской системе водоснабжения были подключены подмосковные города Дзержинский, Лыткарино и Одинцово. На это Мосводоканалом было потрачено более 1 млрд рублей. В том же году водой с московских станций водоподготовки начали снабжать Красногорск, Котельники и район Томилино в Люберцах.
В сентябре 2016 года Мосводоканалом к водоснабжению были присоединены объекты Московского центрального кольца. В ходе работ было построено более 2 км водопроводных и 3,5 км канализационных сетей.

### Рублёвская станция водоподготовки

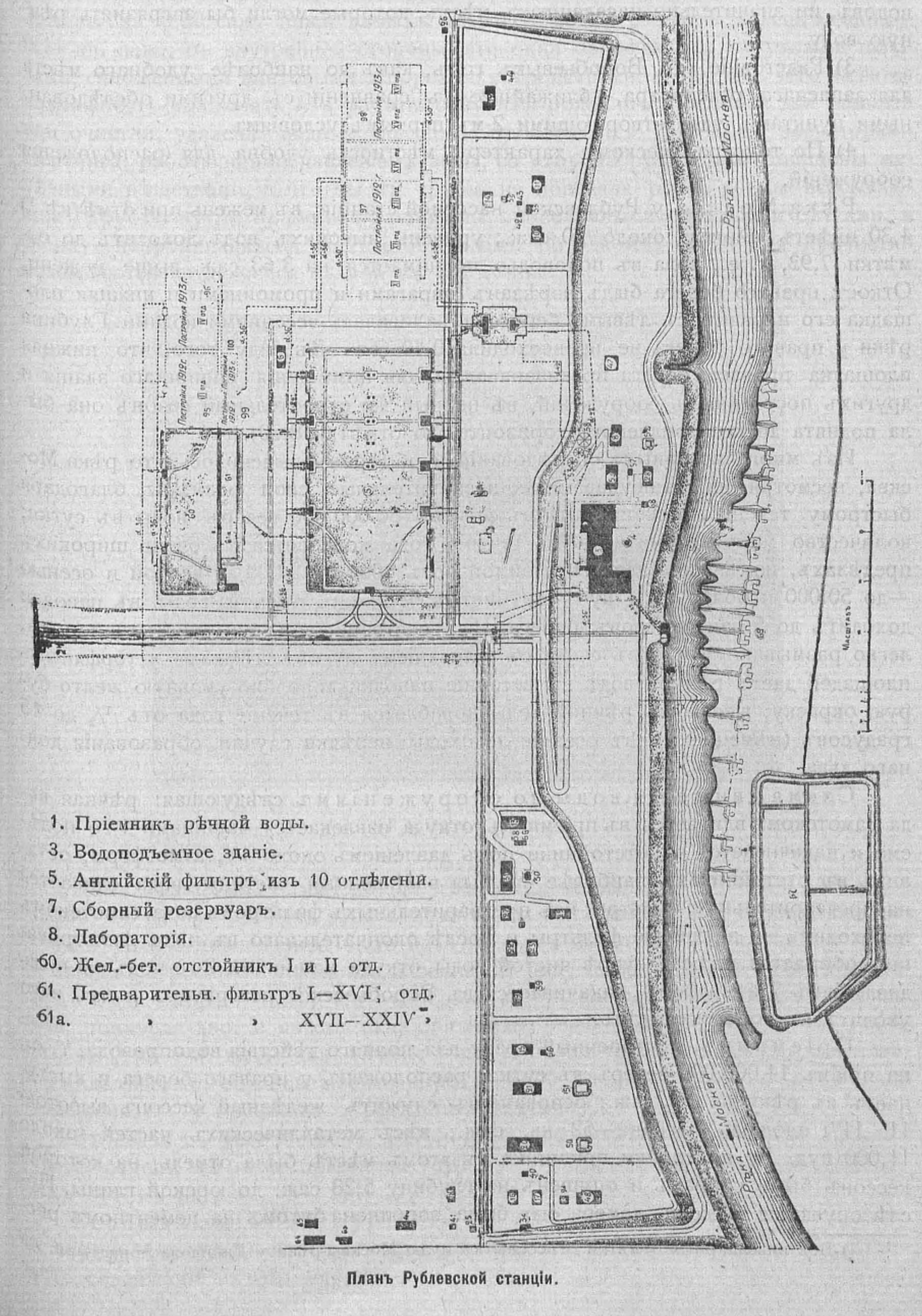
«План Рублевской станции». Вернер, Ипполит Антонович. «Современное хозяйство города Москвы.» — М.: Московское городское управление, 1913

Рублёвская станция водоподготовки функционирует с 1903 года. Она обеспечивает водой 26 районов запада и северо-запада Москвы и некоторые города Подмосковья. На Рублёвской станции расположены два озонособционных блока. Ежедневный объём обрабатываемой воды составляет около 640 тыс. куб.м. Запланировано строительство третьего блока — это увеличит мощность станции до 960 тыс. куб.м/сутки. По данным на 2016 год, блок готов на 75 %.
С 2010 по 2015 годы на Рублёвской станции водоподготовки применялся метод биомониторинга — контроля за качеством водопроводной воды с помощью живых организмов, а именно моллюсков-беззубок. К каждому моллюску, находившемуся в аквариуме с водопроводной водой, был прикреплен сенсорный диод, который осуществлял выведение на экран компьютера кардиограммы моллюска. Его сердечный ритм напрямую зависел от качества воды, в которой он обитает.

### Восточная станция водоподготовки

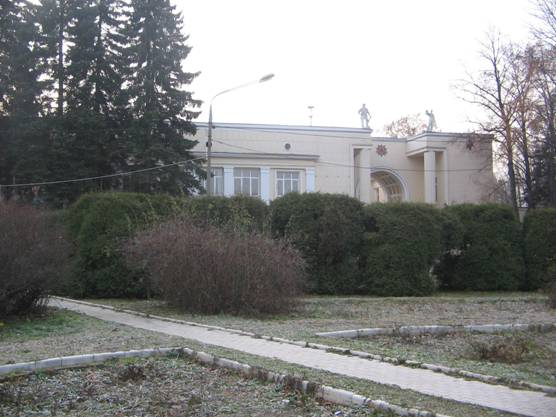
Восточная водопроводная станция в Посёлке Восточный

Восточная станция водоподготовки использует воду из реки Волги.
Первый этап очистки воды, поступающей с «подъема» в Акулове, происходит в центральном смесителе. Для очистки воды применяется метод озонирования, а также используются коагулянты. После этого очищенная вода осветляется в горизонтальных отстойниках, двигаясь через систему перегородок. Затем вода поступает на станцию фильтрации, где проходит через песчаный фильтр и обеззараживается.

### Северная станция водоподготовки
12 апреля 2017 года исполнилось 65 лет со дня начала работы Северной станции. С 1952 года она обеспечивает водой Северный и Северо-Восточный округа Москвы, Зеленоград и подмосковный город Долгопрудный. В отличие от других станций города, на Северную вода поступает из двух источников: из Клязьминского и Учинского водохранилищ, в связи с чем на территории построены две независимые технологические линии обработки.

### Западная станция водоподготовки
Западная станция, как и Рублёвская, использует воду из Москвы-реки. В состав Западной станции с 1 января 2017 года входит и Юго-Западная станция водоподготовки, которую правительство Москвы передало в аренду Мосводоканалу. Построенная в 2006 году на деньги инвесторов, Юго-Западная станция в комплексе с Западной снабжает водой 36 районов столицы, ежедневно очищая воду из Москвы-реки и направляя в столицу более 1,14 млн м³ питьевой воды, что составляет 37 % от подачи всех городских станций водоподготовки.
В июле 2015 года на Западной станции водоподъема заменили оборудование и насосы.

### Водопроводная сеть
Водопроводную сеть города Москвы эксплуатирует производственное управление «Мосводопровод», имеющее в своём составе одиннадцать районов эксплуатации водопроводной сети (РЭВС), расположенных на территориях административных округов Москвы следующим образом:
| РЭВС    | Административный округ    |
| ------- | ------------------------- |
| РЭВС-1  | Центральный               |
| РЭВС-2  | Северный                  |
| РЭВС-3  | Восточный и Юго-Восточный |
| РЭВС-4  | Юго-Восточный и Южный     |
| РЭВС-5  | Западный                  |
| РЭВС-6  | Северо-Восточный          |
| РЭВС-7  | Юго-Западный и Западный   |
| РЭВС-8  | Южный                     |
| РЭВС-9  | Юго-Западный              |
| РЭВС-10 | Северо-Западный           |
| РЭВС-11 | Восточный                 |

Водопроводы на территории Зеленоградского административного округа обслуживает производственное управление «Зеленоградводоканал», производственное управление водопроводно-канализационного хозяйства Троицкого и Новомосковского административных округов — соответствующих территорий Новой Москвы.

## Инфраструктура канализации
В систему канализации входят Люберецкие, Курьяновские, Южнобутовские и Зеленоградские очистные сооружения, что составляет в общей сложности 7900 км канализационных сетей, 156 насосных станций, которые осуществляют ежедневное водоотведение около 3,8 млн м³ сточных вод. В канализацию направляются хозяйственно-бытовые, коммунальные и промышленные сточные воды.
Вся система водоотведения делится на два основных бассейна: 60 % сточных вод направляется на Курьяновские очистные сооружения производительностью 3,125 млн куб.м/сутки, а 40 % сточных вод поступает на Люберецкие очистные сооружения производительностью 3 млн м³/сутки. Сточные воды города Зеленограда и района Южное Бутово направляются на отдельные очистные сооружения. Очистные сооружения осуществляют бесперебойный прием и очистку поступающих сточных вод, возвращая в природу пригодную для повторного использования воду.

### Люберецкие очистные сооружения
Процесс очистки воды на Люберецких очистных сооружения осуществляется в несколько этапов. Первый этап — механический: вода пропускается через систему решеток, таким образом избавляются от мусора, попавшего в канализацию. Затем вода направляется в песколовку, где убирается вся мелкая грязь и песок. После этого вода направляется в первичные отстойники, что избавляет её от органического осадка. На втором этапе происходит биологическая очистка: воду очищают микроорганизмы, называемые активным илом, после чего стоки направляются во вторичные отстойники. Третий этап заключается в обеззараживании воды. Это осуществляется с помощью ультрафиолета. После всего цикла очистки вода возвращается в реку.
В конце 2013 года Мосводоканалом был начат первый этап работ по ликвидации неприятного запаха на Люберецких очистных сооружениях. В декабре 2014 года на Люберецких очистных сооружениях были зафиксированы превышения норм сероводорода в воздухе и загрязняющих веществ в сточной воде после её очистки, в связи с чем Мосводоканалу был выписан штраф. Ранее от жителей столицы также поступали жалобы на запах сероводорода в различных районах города, после чего последовала проверка ряда организаций, которые могли стать источником выброса. Среди проверяемых предприятий был и Мосводоканал. В результате проверок нарушения были выявлены на Московском нефтеперерабатывающем заводе. Однако позже было объявлено об отсутствии доказательств о причастности завода к повышению концентрации сероводорода в городе.
По данным на март 2017 года, на Люберецкие очистные сооружения ежесуточно поступает порядка полутора миллионов кубометров воды из бытовой канализации города. На всей территории очистных сооружений, площадь которых составляет 170 га, ведутся работы по их модернизации. Основной целью является избавление от неприятного запаха. Для этого все каналы, по которым проходит вода, накрывают поликарбонатом. Также для ликвидации запаха существуют воздухоочистительные сооружения, в которых воздух сначала собирается посредством вытяжек, а затем очищается с помощью специального угля и ультрафиолетовых ламп.
Контроль качества воды осуществляют в том числе с помощью рыбы: в лаборатории находится аквариум с очищенной канализационной водой, в котором выращивают осетров. От качества воды зависит поведение рыбы, в чистой воде она ведет себя спокойно. Выросших осетров выпускают в реку Пехорку — приток Москвы-реки.

### Курьяновские очистные сооружения
Площадь Курьяновских очистных сооружений составляет 160 га в ЮВАО. Комплексная реконструкция осуществляется с 2006 года. В 2012-м была введена в эксплуатацию система обеззараживания сточных вод с помощью ультрафиолета.
В 2012 году было принято решение о реконструкции первого блока Курьяновских очистных сооружений. В ходе первого этапа реконструкции, который завершился в 2015 году, была запущена система первичных и вторичных отстойников, выведены из эксплуатации объекты, дававшие выброс сероводорода, по очистке ила стали применяться новые устройства. Сооружения механической очистки, камеры и каналы оснастили системами сбора и очистки вентиляционных выбросов, а также специальных перекрытий. В результате этого концентрация аммиака в воздухе уменьшилась в 23 раза, сероводорода — в 20 раз, метана — в 2 раза. Мосводоканал придерживается политики открытости: на территорию проводятся экскурсии.
В марте 2015 года началась реконструкция второго блока Курьяновских очистных сооружений. В 2016 году Градостроительно-земельная комиссия одобрила продолжение реконструкции Курьяновских очистных сооружений, в ходе которой планируется построить 44 700  м² производственных сооружений. Реконструкция всех очистных сооружений, ремонтный бюджет которой составляет 22 млрд рублей, должна закончиться до 2018 года.

### Остальные работы
В ноябре 2015 года Мосводоканал завершил реконструкцию очистных сооружений в поселке Минзаг в Новой Москве. В ходе работ была впервые применена мембранная технология очистки сточных вод. Она заключается в том, что после механической и биологической очистки воды направляются на мембранный блок, на котором из воды отделяются активный ил и взвешенные вещества.
В 2016 году в рамках городской программы по автоматизации контроля и управления канализационных систем, принятой в 2013 году, в Мосводоканале была создана единая автоматизированная система диспетчерского контроля и управления. Она объединила все 154 насосные станции, 5 аварийно-регулирующих резервуаров, камеры переключения и десятки точек контроля уровня сточных вод на канализационной сети Мосводоканала.
В марте 2017 года Мосводоканалом начата реконструкция старейшей московской канализационной насосной станции, построенной в Парке Горького ещё до Великой Отечественной войны. Запланирована замена запорной арматуры, обратных клапанов и задвижек, внутренних инженерных сетей, улучшение энергетического хозяйства станции, обновление фасада здания. После реконструкции планируется перевести станцию в автоматический режим: управление её работой будет осуществляться дистанционно из диспетчерской службы эксплуатации насосных станций.

## Утилизация снежной массы
Утилизация снежной массы в Москве в основном осуществляется Мосводоканалом с 35 снегосплавными пунктами (вклад вносит также Мосводосток). Все пункты представляют собой огороженную территорию с диспетчерской, площадками для рабочей техники и хранения снега, а также оборудованием для измельчения снега и превращения его в воду. Снег отправляют в дробилки или давят бульдозером через сетку, после чего измельченный снег попадает в резервуары, где тает за счет образованного сточными водами тепла. На завершающем этапе с помощью песколовок от растаявшего снега отделяются песок и мелкий щебень, а образовавшаяся вода через канализацию уходит на очистные сооружения. Ежегодно в снегосплавные пункты Мосводоканала поступает около 15 млн  м³ снега.